# BioExpo
Bioexpo Colombia, conocido simplemente como Bioexpo se creó en el año 2002. Es reconocida como la feria de emprendimiento, comercio y negocios verdes más grande de Colombia.
Actualmente es nacional e internacionalmente reconocido como un espacio especializado, que permite divulgar y dar a conocer los mercados verdes y el Biocomercio en Colombia. Hasta la fecha se han realizado diez eventos y la versión de 2023 se llevó a cabo en el mes de septiembre en el Gran Santander.

## Historia
En el marco de los programas de sostenibilidad de Colombia, se propuso la realización de ferias de Mercados Verdes a nivel nacional; con el fin de promover, sensibilizar a los consumidores y productores sobre estos mercados y sus ventajas.
Bioexpo Colombia surge en el año 2002 como una iniciativa del entonces llamado Ministerio de Ambiente, Vivienda y Desarrollo Territorial, cuatro Corporaciones Autonomías Regionales, entre otros instituciones.
Este evento se realiza cada dos años. Hasta la fecha se han llevado a cabo diez ediciones.
Bajo la coordinación de la CAS, en 2023 estará a cargo de la CVC, por lo que es una responsabilidad corporativa con metas establecidas, que debe contribuir al cumplimento de los objetivos Corporativos y se enmarca dentro del programa institucional de Negocios Verdes.
A continuación la descripción y resultados de las primeras 10:
| AÑO                             | 2003           | 2005             | 2008           | 2010               | 2012               | 2015               | 2017             | 2019             | 2021               | 2023           |
| ------------------------------- | -------------- | ---------------- | -------------- | ------------------ | ------------------ | ------------------ | ---------------- | ---------------- | ------------------ | -------------- |
| FECHA                           | Junio 27 al 30 | Octubre 19 al 22 | Oct 30 a Nov 2 | Noviembre 18 al 21 | Noviembre 21 al 24 | Noviembre 04 al 07 | Octubre 26 al 28 | Octubre 17 al 20 | Noviembre 18 al 20 | Sep 28 a Oct 7 |
| Ciudad                          | Armenia        | Medellín         | Cali           | Neiva              | Armenia            | Bogotá             | Barranquilla     | Cali             | Medellín           | Gran Santander |
| Visitantes                      | 12000          | 15000            | 44000          | 6000               | 10000              | 28000              | 9171             | 25000            | 12000              | 21000          |
| Expositores                     | 268            | 264              | 221            | 235                | 110                | 320                | 220              | 320              | 400                | 400            |
| CAR Participantes               | N/I            | 22               | 23             | N/I                | 13                 | N/I                | N/I              | N/I              | N/I                | N/I            |
| Dpt Visitantes                  | 24             | N/I              | N/I            | N/I                | 16                 | N/I                | N/I              | N/I              | N/I                | N/I            |
| Rueda de Negocios (Expectativa) | N/I            | 1200 Millones    | 1707 Millones  | 840 Millones       | 3400 Millones      | 4100 Millones      | 5440 Millones    | 1700 Millones    | 6000 Millones      | 10112 Millones |
| Venta Muestra Comercial         | 67 Millones    | 80 Millones      | 552 Millones   | 300 Millones       | 11000 Millones     | 165 Millones       | 300 Millones     | 1000 Millones    | 400 Millones       | 64000 Millones |

### Actualidad del Evento
Actualmente Bioexpo es considerado el evento de negocios ecológicos y será el anfitrión de una conferencia de comercio internacional por primera vez, con la participación de compradores de los Estados Unidos, España y Canadá. La feria se llevó a cabo en el 2023 en el Gran Santander. En Cúcuta del 28 al 30 de septiembre en la Biblioteca Julio Pérez Ferrero y en Bucaramanga del 5 al 7 de octubre en el Centro de Eventos y Exposiciones de Santander.
La Rueda de Negocios de 2023 se proyecta como un encuentro entre grandes industrias, en calidad de compradores, y empresarios de la micro, pequeña y mediana empresa como oferentes de productos verdes y sostenibles.

### Muestra Comercial
Los expositores que participarán en Bioexpo 2023 son negocios que han sido verificados bajo los criterios de negocios verdes que pertenezcan a sus diferentes categorías. Estos empresarios están enfocados en la producción de bienes y servicios como: productos agroecológicos, cosméticos con ingredientes naturales, artesanías, productos comestibles y aceites esenciales, a partir del uso sostenible de los recursos naturales, eco productos industriales y mercados de carbono, entre otros.
"En este Bioexpo logramos 31 acuerdos comerciales por un valor de más de 10.112 millones de pesos en la Rueda de Negocios y 28 potenciales acuerdos de financiamiento por un total de 4.897 millones de pesos, superando la última versión de la feria”, afirmó Susana Muhamad, Ministerio de Ambiente y Desarrollo Sostenible.
Por ejemplo, Revolución Urbana, un negocio verde de Bogotá que lleva dos años en el mercado transformando neumáticos en botas, logró firmar un acuerdo por tres años de 1300 millones de pesos en medio de la Rueda de Negocios de Bioexpo Cúcuta.